# Zasloužilý právník Běloruské republiky
Zasloužilý právník Běloruské republiky (bělorusky Заслужаны юрыст Рэспублікі Беларусь) je čestný titul Běloruské republiky. Udílen je prezidentem Běloruské republiky právníkům za jejich zásluhy v práci.

## Pravidla udílení
Čestné tituly, podobně jako další státní vyznamenání, udílí přímo prezident republiky či jiné osoby v jeho zastoupení. Čestné tituly jsou udíleny na základě vyhlášky prezidenta republiky. K udělení čestného titulu dochází během slavnostního ceremoniálu a oceněnému je předáváno potvrzení o udělení ocenění a odznak.
Čestný titul Zasloužilý právník Běloruské republiky se udílí právníkům pracujícím v oboru po dobu minimálně patnácti let, kteří se významně zasloužili o zajištění právního státu a jeho posílení, za ochranu práv a oprávněných zájmů občanů, za formování právního státu, rozvoj právní vědy či za přípravu legislativních a dalších regulačních právních dokumentů Běloruské republiky.